# Kaliummanganaat
Kaliummanganaat is een anorganisch kaliumzout met als brutoformule K2MnO4. De stof komt voor als donkergroene kristallen. Kaliummanganaat is een tussenproduct in de industriële productie van kaliumpermanganaat (KMnO4).

## Synthese
Kaliummanganaat kan op verschillende manieren worden bereid. De meest toegepaste methode is door een verbranding van mangaan(IV)oxide en kaliumhydroxide:
{\displaystyle {\ce {2MnO2 + 4KOH + O2 -> 2K2MnO4 + 2H2O}}}
In een laboratorium wordt soms ook een andere methode toegepast. Hierbij wordt een oplossing van kaliumpermanganaat verwarmd in een concentreerde KOH-oplossing, gevolgd door een afkoeling. Dit resulteert in groene kaliummanganaatkristallen:
{\displaystyle {\ce {4KMnO4 + 4KOH -> 4K2MnO4 + O2 + 2H2O}}}
De stof kan ook verkregen worden door kaliumjodide als reductor te gebruiken:
{\displaystyle {\ce {2KMnO4 + 2KI -> 2K2MnO4 + I2}}}